# Coppa di Grecia (pallanuoto maschile)
La Coppa di Grecia (gr.: Κύπελλο Ελλάδος) è la seconda competizione pallanuotistica nazionale greca. Viene organizzata annualmente dalla KOE ed assegnata tramite un torneo ad eliminazione diretta.
Il primo torneo risale al 1953 ed è stato disputato fino al 1958, in seguito la competizione non è stata disputata fino al 1983.

## Albo d'oro
| Anno                           | Campione      | Finalista      | Ris.      |
| 1953                           | Ethnikos      | Olympiakos     | 5-4 dts   |
| 1954                           | Ethnikos      | Olympiakos     | 12-0      |
| 1955                           | Ethnikos      | Aris Salonicco | 1-0       |
| 1956                           | Ethnikos      | In un gruppo   |           |
| 1957                           | Ethnikos      | Olympiakos     | 6-4 dts   |
| 1958                           | Ethnikos      | NO Patrasso    | 5-2       |
| non disputata dal 1958 al 1983 |               |                |           |
| 1984                           | Ethnikos      | Glyfádas       | 8-5       |
| 1985                           | Ethnikos      | Aris Salonicco | 8-7       |
| 1986                           | Glyfádas      | Vouliagmeni    | 5-4       |
| 1987                           | Glyfádas      | Vouliagmeni    | 10-7      |
| 1988                           | Ethnikos      | Vouliagmeni    | 8-6       |
| 1989                           | Glyfádas      | Vouliagmeni    | 10-8 dts  |
| 1990                           | Chios         | Glyfádas       | 8-5 dts   |
| 1991                           | Ethnikos      | Glyfádas       | 10-7      |
| 1992                           | Olympiakos    | NO Patrasso    | 9-7       |
| 1993                           | Olympiakos    | Glyfádas       | 8-4       |
| 1994                           | non disputata |                |           |
| 1995                           | NO Patrasso   | Vouliagmeni    | 13-12     |
| 1996                           | Vouliagmeni   | NO Patrasso    | 11-8      |
| 1997                           | Olympiakos    | NO Patrasso    | 9-8       |
| 1998                           | Olympiakos    | NO Patrasso    | 10-8      |
| 1999                           | Vouliagmeni   | Olympiakos     | 8-7       |
| 2000                           | Ethnikos      | Olympiakos     | 12-11 dts |
| 2001                           | Olympiakos    | Vouliagmeni    | 9-7       |

| Anno | Campione    | Finalista       | Ris.     |
| 2002 | Olympiakos  | Vouliagmeni     | 10-9 dts |
| 2003 | Olympiakos  | Chania          | 14-5     |
| 2004 | Olympiakos  | Vouliagmeni     | 6-4      |
| 2005 | Ethnikos    | NO Patrasso     | 12-8     |
| 2006 | Olympiakos  | Paniōnios       | 16-5     |
| 2007 | Olympiakos  | Ethnikos        | 11-5     |
| 2008 | Olympiakos  | Paniōnios       | 10-4     |
| 2009 | Olympiakos  | Paniōnios       | 9-6      |
| 2010 | Olympiakos  | Paniōnios       | 7-6 dts  |
| 2011 | Olympiakos  | Paniōnios       | 10-8     |
| 2012 | Vouliagmeni | Chios           | 6-4      |
| 2013 | Olympiakos  | Vouliagmeni     | 6-5      |
| 2014 | Olympiakos  | Vouliagmeni     | 11-10    |
| 2015 | Olympiakos  | Panathinaikos   | 18-10    |
| 2016 | Olympiakos  | Vouliagmeni     | 12-5     |
| 2017 | Vouliagmeni | Olympiakos      | 8-7      |
| 2018 | Olympiakos  | Glyfádas        | 14-8     |
| 2019 | Olympiakos  | Vouliagmeni     | 6-4      |
| 2020 | Olympiakos  | Ethnikos        | 18-6     |
| 2021 | Olympiakos  | AEK Atene       | 20-4     |
| 2022 | Olympiakos  | Vouliagmeni     | 9-8      |
| 2023 | Olympiakos  | Panathinaikos   | 14-4     |
| 2024 | Olympiakos  | Apollōn Smyrnīs | 16-8     |
| 2025 | Olympiakos  | Panathinaikos   | 22-9     |

## Vittorie per squadra
| Pos. | Squadra         | Vittorie | Finali | Stagione |
| ---- | --------------- | -------- | ------ | --- |
| 1    | Olympiakos      | 26       | 6      | 1992, 1993, 1997, 1998, 2001, 2002, 2003, 2004, 2006, 2007, 2008, 2009, 2010, 2011, 2013, 2014, 2015, 2016, 2018, 2019, 2020, 2021, 2022, 2023, 2024, 2025 |
| 2    | Ethnikos        | 12       | 2      | 1953, 1954, 1955, 1956, 1957, 1958, 1984, 1985, 1988, 1991, 2000, 2005                                                                                     |
| 3    | Vouliagmeni     | 4        | 13     | 1996, 1999, 2012, 2017 |
| 4    | Glyfádas        | 3        | 5      | 1986, 1987, 1989 |
| 5    | NO Patrasso     | 1        | 6      | 1995 |
| 6    | Chios           | 1        | 1      | 1990 |
| 7    | Paniōnios       | -        | 5      | |
| 8    | Panathinaikos   | -        | 3      | |
| 9    | Aris Salonicco  | -        | 2      | |
| 10   | Chania          | -        | 1      | |
| 10   | AEK Atene       | -        | 1      | |
| 10   | Apollōn Smyrnīs | -        | 1      | |